# Paso canadiense

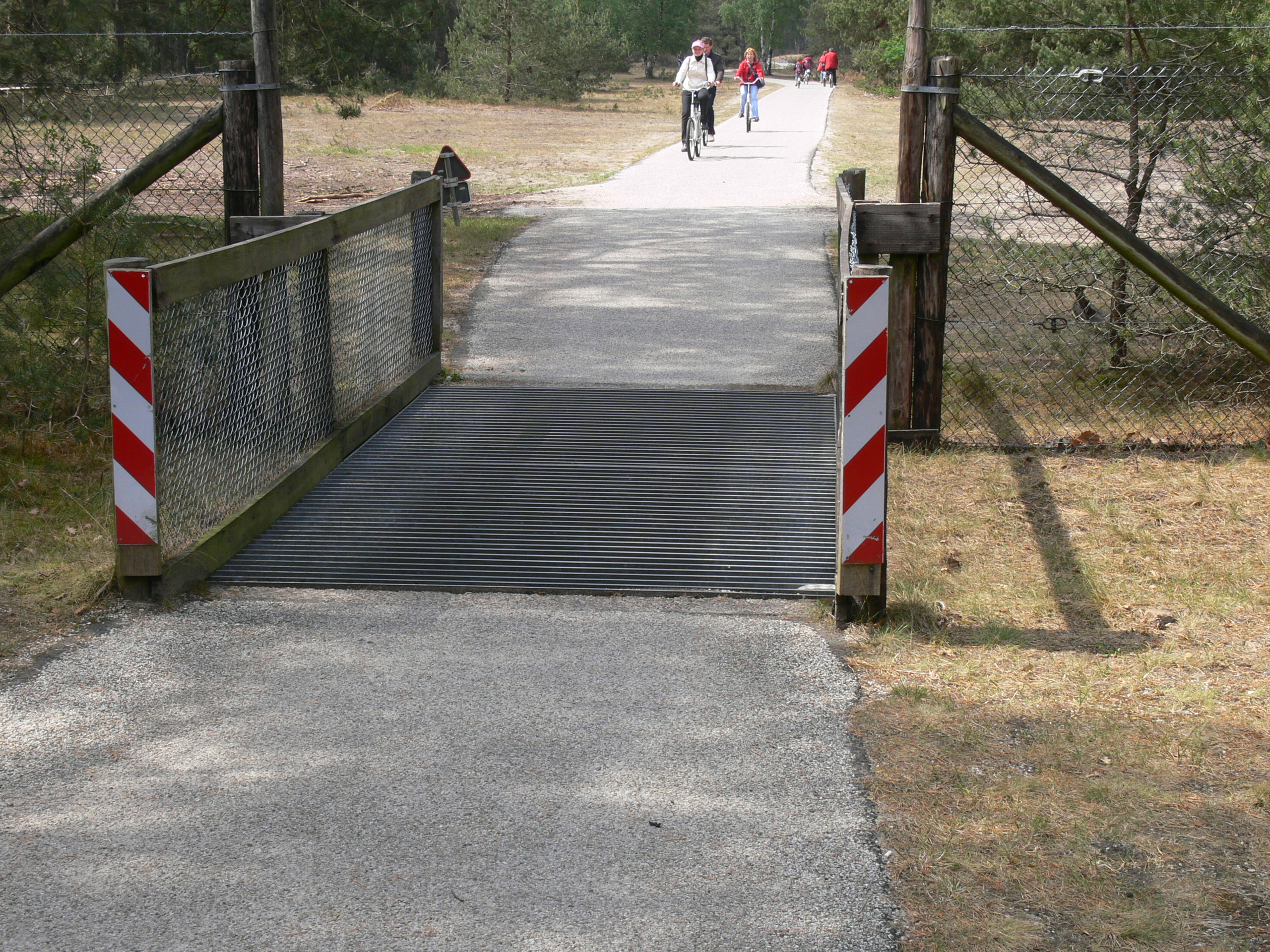
Paso canadiense en un parque nacional en los Países Bajos

Un paso canadiense, barrera canadiense o guardaganados es un sistema de confinamiento de animales que complementa a vallados y otros cerramientos de parcela. Se instala en el punto de acceso por carreteras y pistas rurales a fincas, parques y otras superficies con la finalidad de evitar el escape o el acceso de ganado y otros animales, mientras que no obstaculiza el movimiento de vehículos, maquinaria y peatones.

## Descripción y usos
Consiste en una parrilla de barras o rejas metálicas paralelas que se instala en posición horizontal y a nivel de rasante. Las barras se disponen transversales a la dirección de la vía. Bajo la parrilla hay un pequeño foso de unos 30 cm de profundidad. Los animales evitan cruzar sobre el paso canadiense en primer lugar porque les provoca desconfianza y en segundo porque les resulta dificultoso hacerlo. Sin embargo para los vehículos y personas calzadas no representa especial dificultad, de modo que permite un tránsito selectivo.
De este modo se evita que se escape el ganado mayor de las fincas en que se cría en régimen extensivo. También se utiliza, en combinación con los vallados cinegéticos, para evitar la fuga de la caza mayor. Otros posibles usos son como barrera para la fauna peligrosa, para los perros, etc. Los caballos pueden superarlos cuando se les fuerza a hacerlo.
Se trata de un sistema selectivo, con muy poco o nulo impacto ambiental sobre el paisaje y que facilita mucho la labor ganadera y otras tareas rurales en comparación con puertas y otros cierres de eficacia similar. 
La separación entre rejas suele ser de 5 a 7 cm. Es necesario instalar una rampa de hasta 45° y superficie rugosa en los laterales para permitir el escape de los pequeños animales que caigan al foso. También conviene facilitar el drenaje para evitar que su foso se inunde.

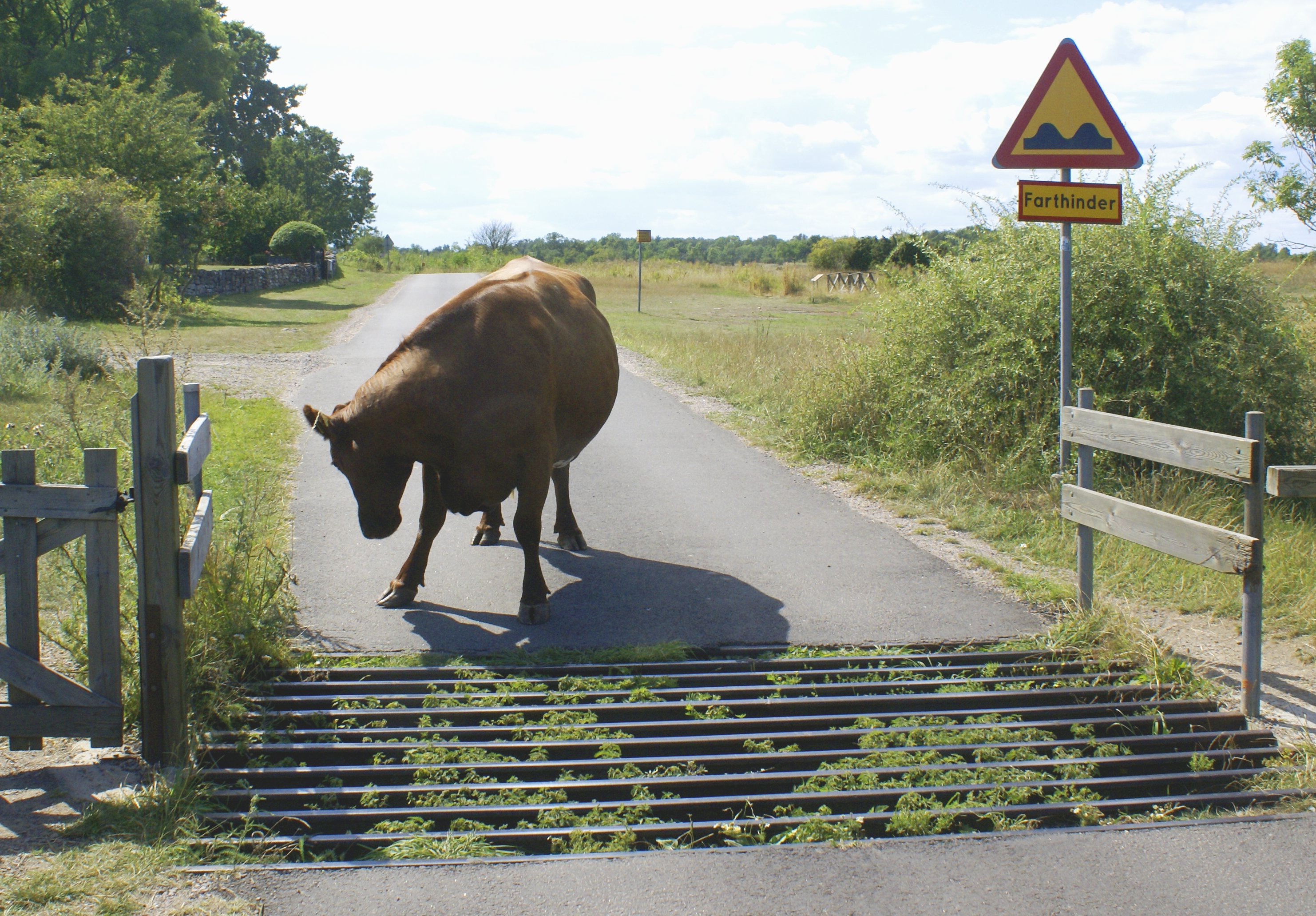
Una vaca renuncia a cruzar un paso canadiense en Suecia